# Angelach (Adelsgeschlecht)

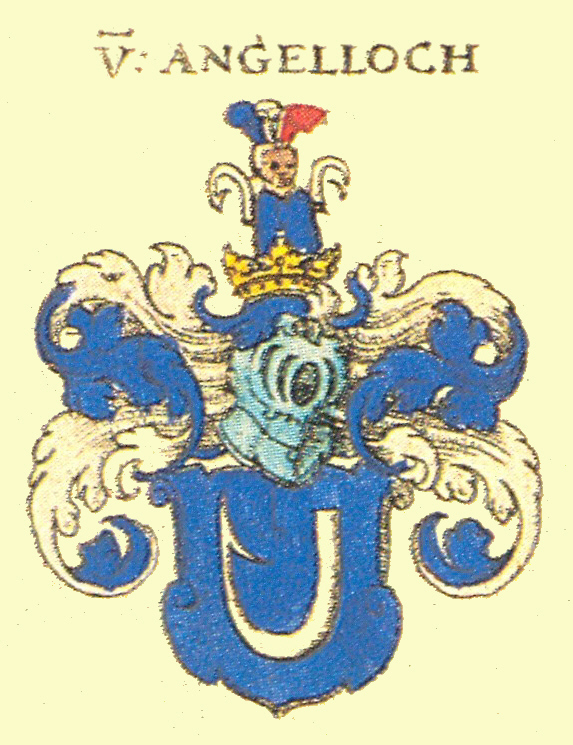
Familienwappen nach Siebmacher

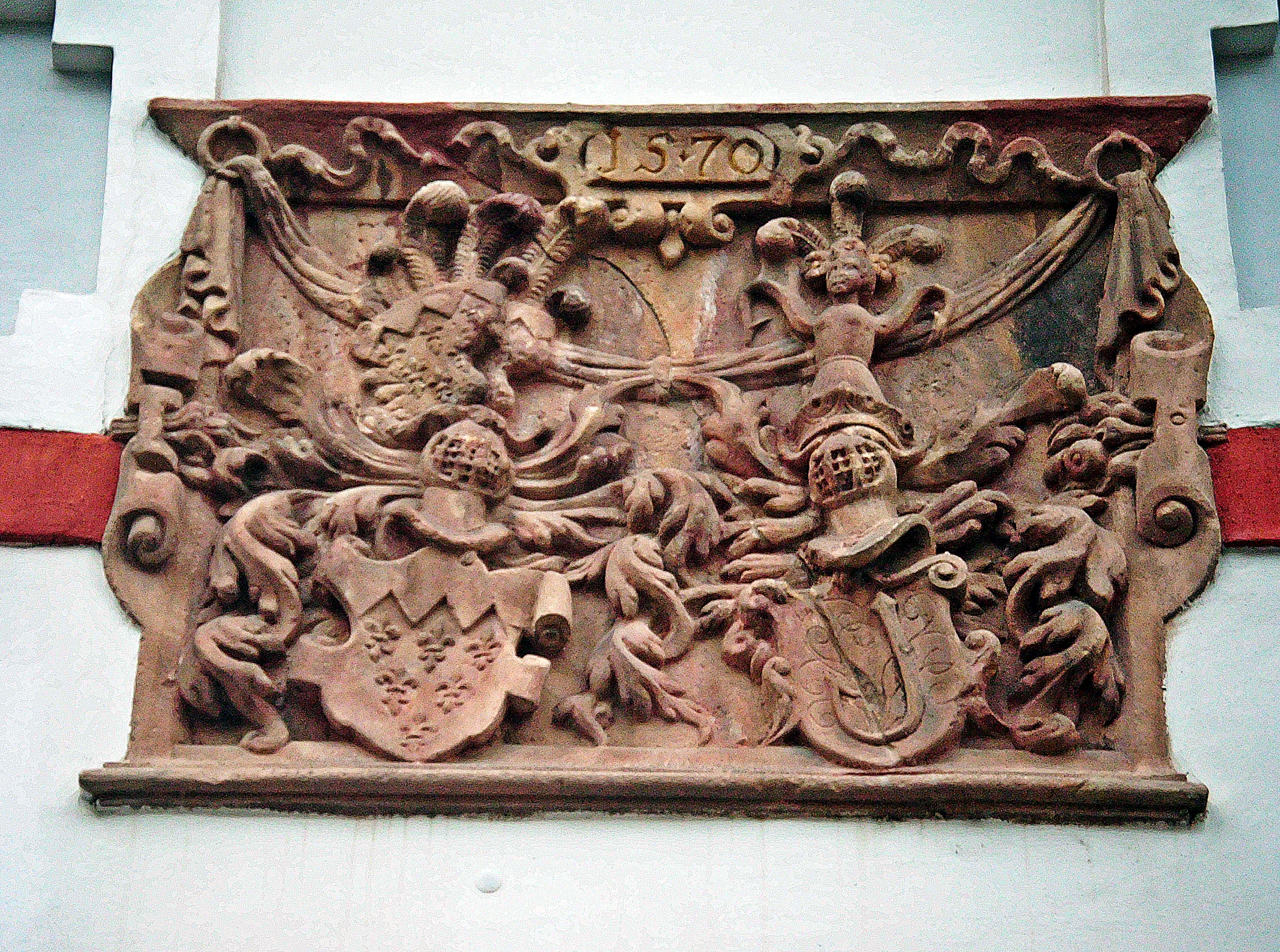
Allianz-Wappenstein Wolf von Dalberg und Barbara von Angelach (1570), am Wambolder Hof, Kämmererstr. 42, Worms

Die Herren von Angelach, auch Angeloch, Angloch, Anglach oder Andelachen, waren ursprünglich in Waldangelloch ansässig, gehörten dem Ministerialadel an und wurden 1255 erstmals erwähnt.

## Geschichte
Eine bereits 1198 erwähnte „Witwe eines Sigward von Andelachen“ und ihre Kinder sollen zu dieser Familie gehört haben. Mit Ludwig (1255), Konrad I. (1278) und Konrad II. (1312–1316) erfolgten weitere Erwähnungen. Sicher fassbar in Urkunden mit Siegeln ist 1319 ein "Diederich von Angelache".
Zu den Besitzungen zählte bis ca. 1370 Gauangelloch mit der Wasserburg Gauangelloch in der Hand derer von Angellach-Obrigheim, ab 1417 im Besitz von Dieter VI. von Angelach-Angelach und seinen Nachfahren. Waldangelloch mit der Burg Waldangelloch war spätestens ab 1363 ein Lehen derer von Angelach-Angelach, zwischen 1433 und 1441 der Familie von Angelach-Braubach. Danach erschienen wieder die von Angelach-Angelach. Von 1448 bis 1560 war die Burg Streichenberg im Besitz derer von Angelach-Angelach. Von 1401 bis 1552 ist ein Anteil am Frucht-Zehnten in Mingolsheim für die Angelach-Angelach nachgewiesen. Die Familie war Mitglied im Ritterkanton Odenwald, der zum Fränkischen Ritterkreis gehörte.
In der zweiten Hälfte des 16. Jahrhunderts wurden 13 männliche Personen erwähnt, jedoch traten in kurzer Folge, vermutlich wegen schwieriger wirtschaftlicher Verhältnisse der Familie, viele von ihnen kämpfenden klerikalen Ritterorden, dem Malteserorden und dem Deutschen Orden bei. 1608 starb die Familie in männlicher Linie mit Hans Philipp (1596–1608) aus.
In der Schweiz spaltete sich im 16. Jahrhundert ein Zweig ab, der auf einen illegitimen, aber anerkannten Sohn des maltesischen Großprior Bernhard IV. zurückgeht. Dessen Nachkommen sind derzeit bis Mitte des 17. Jahrhunderts nachgewiesen. Auch trat ab Mitte des 16. Jahrhunderts eine bürgerliche Familie Angeloch bei Bad Wimpfen auf, möglicherweise wegen Verarmung verbürgerte Personen des Geschlechts.
Daneben gab es die Familien von Angelach-Braubach bei Braubach und einen Dieter von Anwesßheim (Öwisheim), genannt von Angelach. Obwohl von allen drei Familien die männlichen Vornamen Hans bzw. Johann bevorzugt wurden, wird nach dem derzeitigen Stand der Forschung keine Verwandtschaft der drei Geschlechter angenommen, zumal sie auch verschiedene Wappen trugen.

## Namensträger

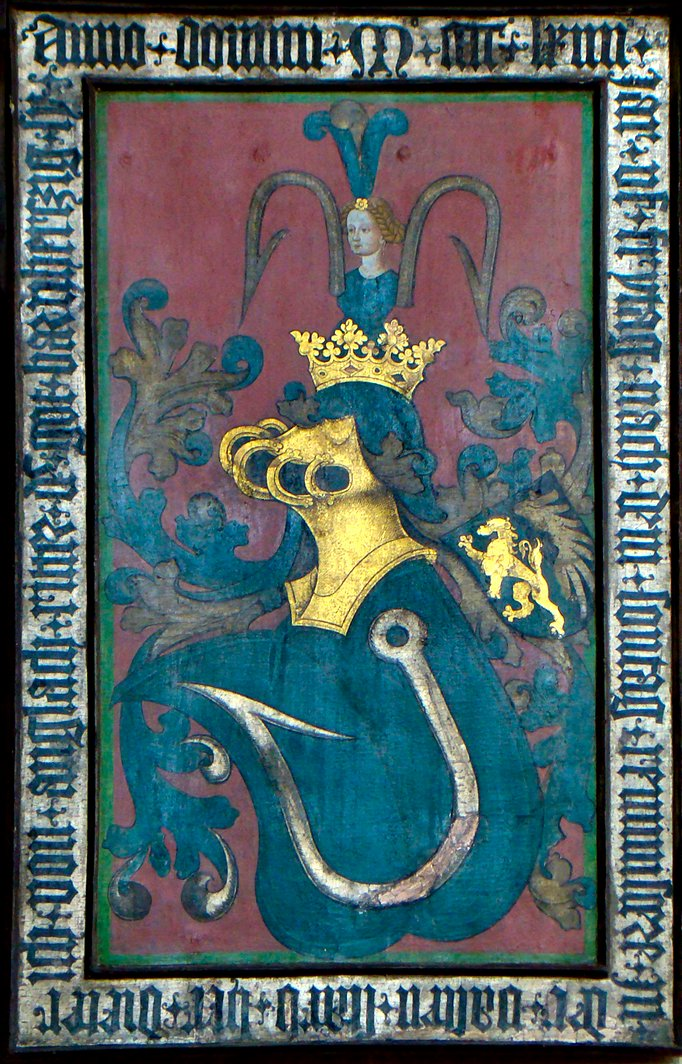
Totenschild des Dieter von Angelach in der Alexanderkirche in Marbach am Neckar

- Berthold I. von Angelach-Angelach († nach Juni 1360), bischöflicher Hofmeister in Speyer
- Hans I. von Angelach-Braubach († 1400), Schultheiß in Heidelberg, Begründer des Zweigs Angelach-Braubach
- Dieter VI. von Angelach-Angelach († 1464), Vogt in Marbach am Neckar
- Philipp I. von Angelach-Braubach (* um 1430; † Dezember 1484 oder Januar 1485), Deutschordens-Komtur von Preußisch Holland
- Burkhard I. von Angelach-Angelach († 1525/1526)
- Wilhelm IV. von Angelach-Angelach († 1458)
- Wilhelm VII. von Angelach-Angelach († vor 1536), Vogt auf Burg Steinsberg
- Wilhelm VIII. von Angelach-Angelach († vor 1574)
- Philipp IV. von Angelach-Angelach († 1581), Fauth des Hochstifts Speyer im Bruhrain
- Bernhard IV. von Angelach-Angelach (* 1532; † 1599), Großprior des Johanniterordens in Deutschland
- Georg V. von Angelach-Angelach († 1625), Vogt im Prättigau

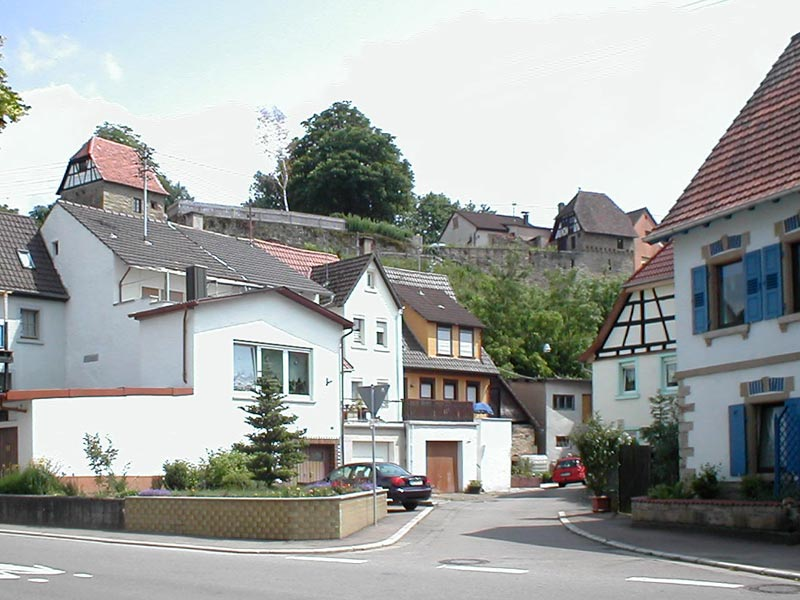
Burgrest auf dem Bergsporn von Waldangelloch
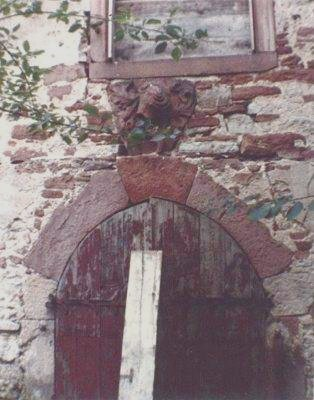
Überrest der Wasserburg Gauangelloch
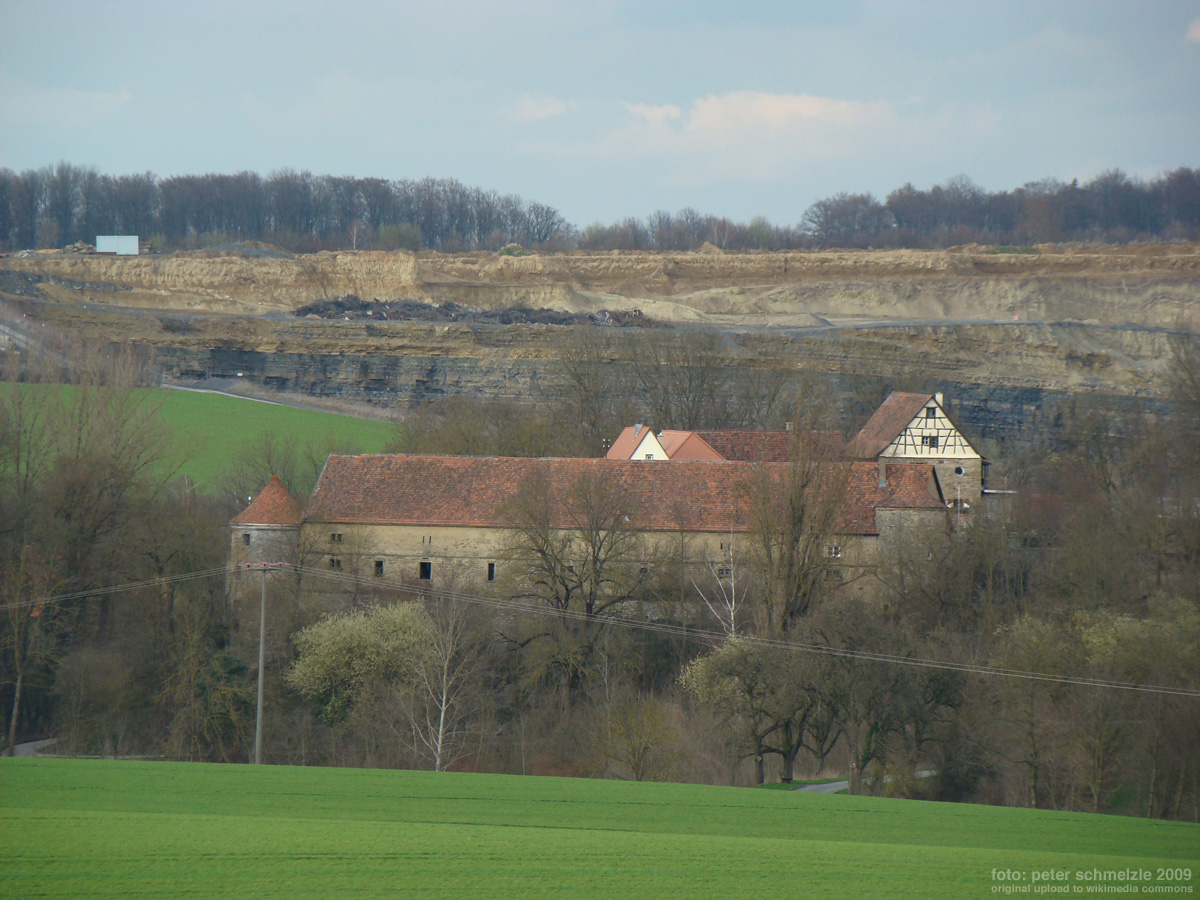
Burg Streichenberg